# Anonim (formație)
Anonim a fost o formație românească de hip-hop originară din București și alcătuită din rapperii Guess Who și Zekko. În 2001, aceștia au lansat gratis pe internet primul lor material discografic, E.P.-ul intitulat Promo, acesta promovând albumul lor de debut, intitulat Hai să vorbim.  Prima apariție oficială a celor doi a fost pe albumul Irefutabil al celor de la Paraziții, pe piesa „Acțiunea instrumentalul”, alături de Rasa, Nimeni Altu', Griffo și Anexa 1. Pentru o scurtă perioadă de timp, celor doi li s-a alăturat și Griffo, care a părăsit formația în 2003 cand au scris piesa "Daca Vrei" pentru compilatia "Sabotaj".
În februarie 2005, aceștia au lansat primul album de studio, care s-a numit Hai să vorbim, și care a fost lansat la casele de discuri 20 CM Records și Roton, conținând piese în colaborare cu rapperi cunoscuți din România, printre care și Spike. De pe acest material au fost promovate două piese, „Extrema zilei” și „Înghețata”, cea de-a doua beneficiind de două versiuni pentru videoclip.
După lansarea acestui album, Anonim a luat o pauză pe perioadă nedeterminată, în timpul căreia cei doi membri ai grupului s-au concentrat pe carierele personale. Conform spuselor lui Guess Who, pentru primăvara anului 2009, formația pregătea lansarea unui al doilea album de studio, intitulat „Cu un sound aparte”. Guess Who și Zekko s-au reunit în 2010 în cadrul turneului TU-r, la cinci ani după lansarea albumului Hai să vorbim.

## Discografie
- Promo (EP) (2001)
- Hai să vorbim (2005)
- Cu un sound aparte (2009 - Nelansat)

## Legături externe
- Anonim la Discogs